# 극장판 요괴워치: 염라대왕과 5개의 이야기다냥!
《극장판 요괴워치: 염라대왕과 5개의 이야기다냥!》(일본어: 映画 妖怪ウォッチ エンマ大王と5つの物語だニャン!)은 2015년 공개된 일본의 애니메이션 영화이다. 2014년 영화 《극장판 요괴워치: 탄생의 비밀이다냥!》의 속편이다.

## 한국어판 목소리 출연
- 박경혜: 윤민호, 평범2
- 홍범기: 위스퍼
- 김현지: 지바냥
- 김보영: 주미래
- 정혜옥: 우사뿅
- 신용우: 염라대왕
- 이호산: 아수라
- 김율: 백멍이
- 방연지: 황멍이, 진주
- 이미자: 멍이 엄마
- 강호철: 부유냥
- 여민정: 상우
- 이수진: 상우 엄마
- 김신우: 상우 아빠
- 김지율: 저승사신
- 김가령: 현아, 민성 엄마
- 손정아: 회장
- 한신: 로보냥F
- 황원: 거대 산타
- 김준: 선왕
- 정유정: 민성
- 현경수: 퓨리 박사
- 김채하: 나불 할멈
- 김정훈: 얼룩덜룩
- 손수호: 묘왕